# 소 (음식)

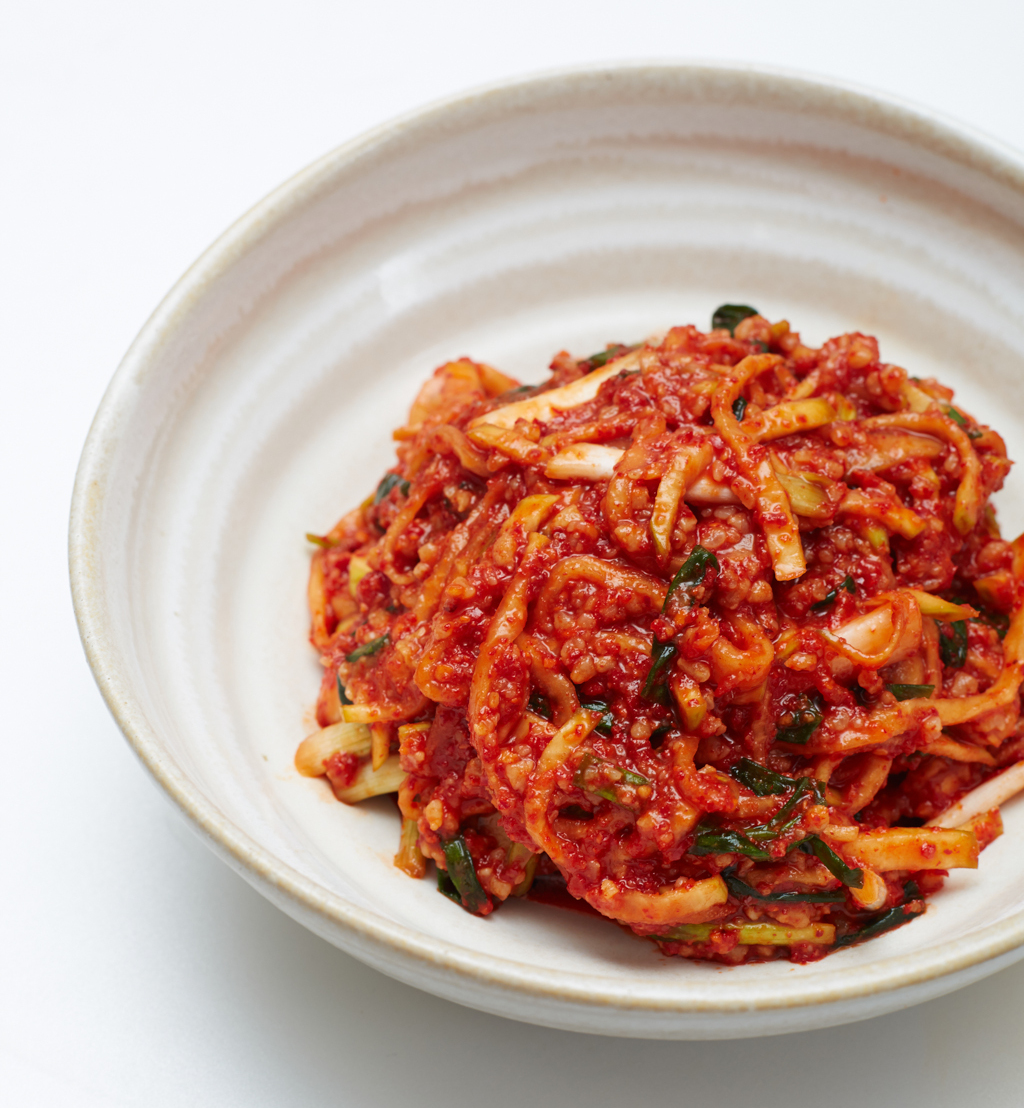
김치 소

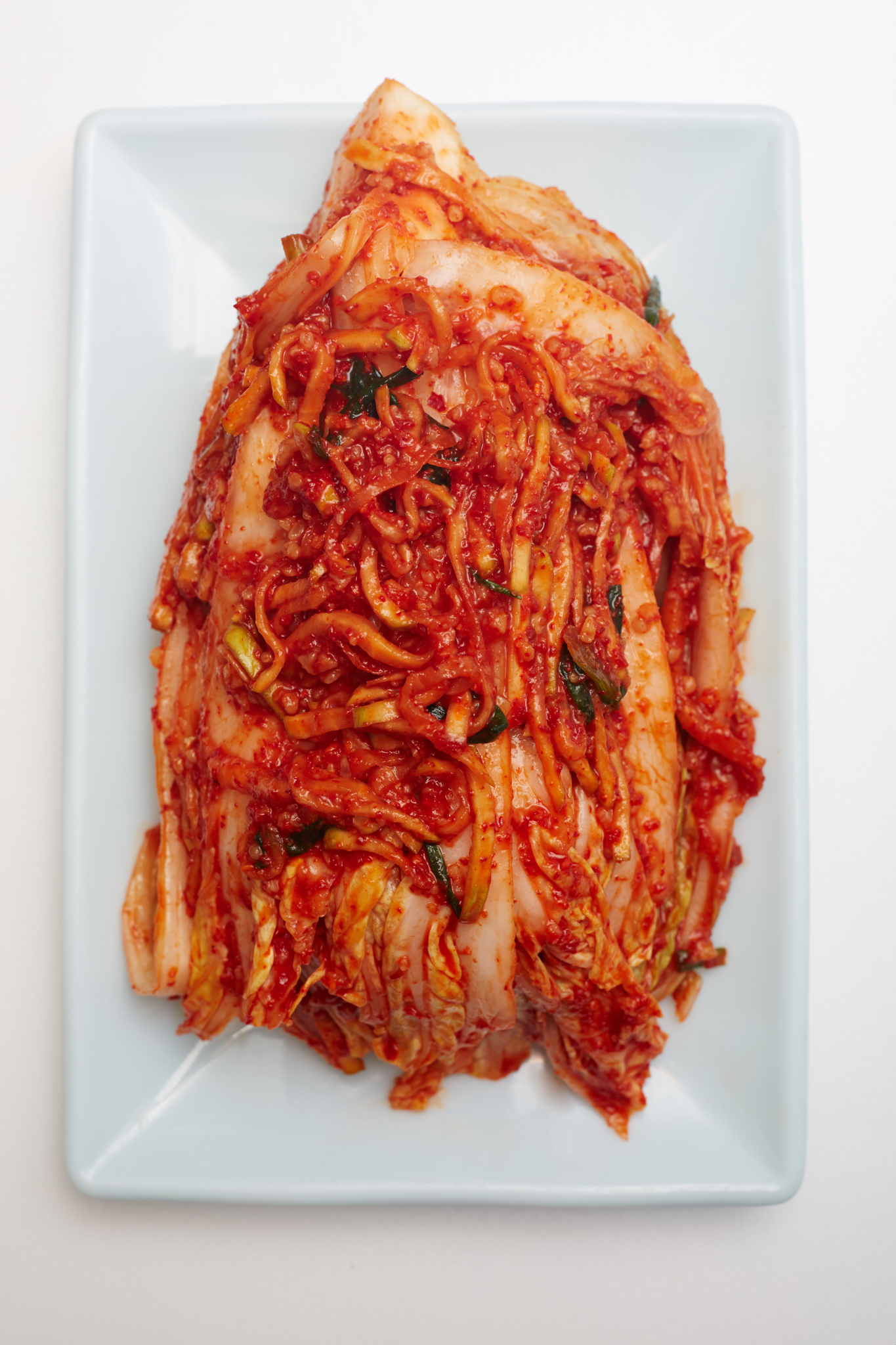
소를 넣은 김치

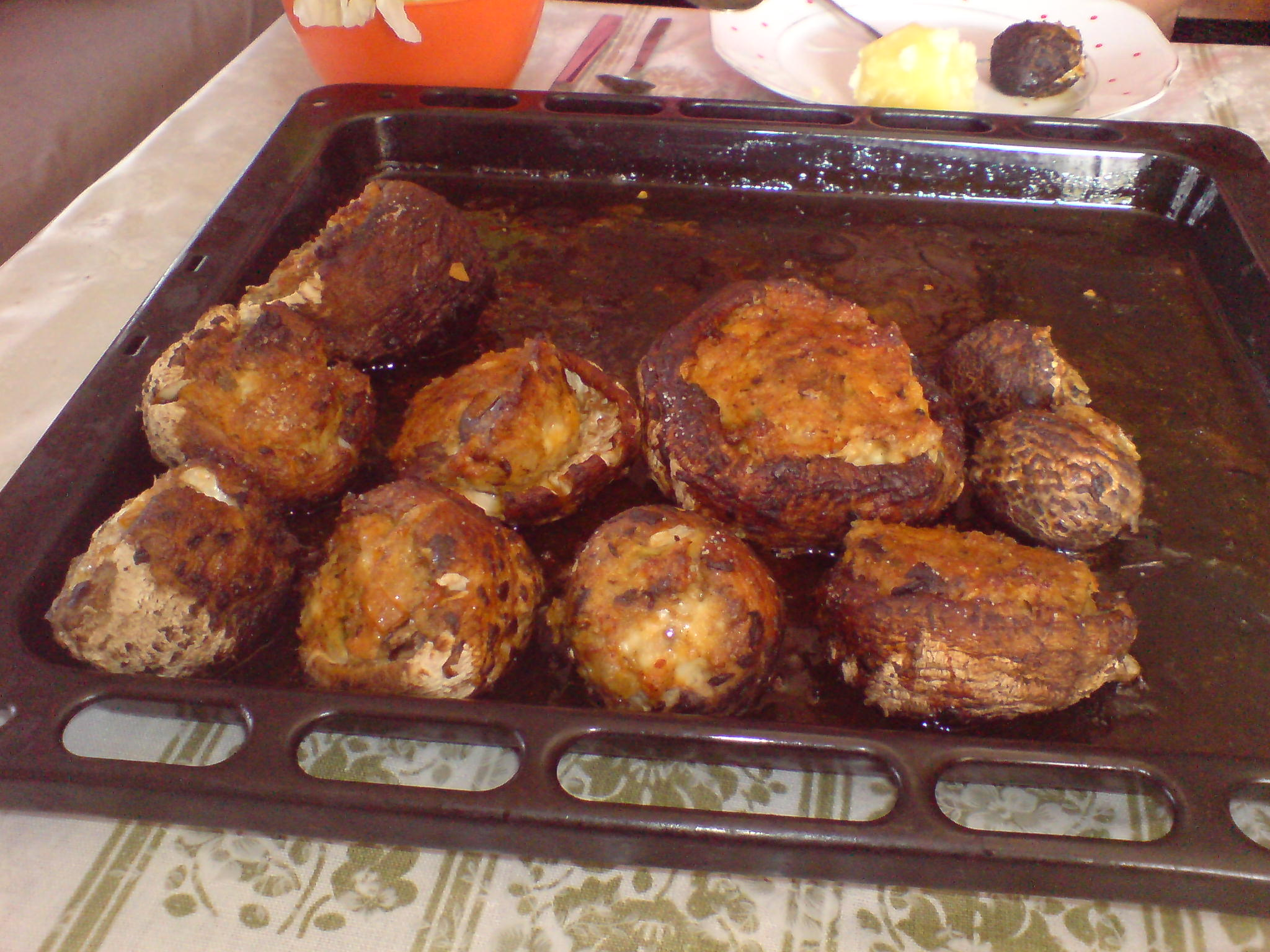
큰갓버섯 파르스

소는 떡이나 만두, 김치 등을 만들 때 맛을 내기 위해 속에 넣는 여러 가지 재료를 말한다. 이는 종종 허브와 빵과 같은 전분으로 구성된 식용 혼합물로, 다른 식품을 준비할 때 빈 공간을 채우는 데 사용된다. 가금류, 해산물, 야채 등 많은 음식에 속을 채울 수 있다. 요리 기술로서 속을 채우는 것은 수분을 유지하는 데 도움이 되며, 혼합물 자체는 준비하는 동안 풍미를 증가시키고 흡수하는 역할을 한다.
가금류 속은 빵가루, 양파, 셀러리, 향신료, 세이지와 같은 허브를 곱창과 함께 사용하는 경우가 많다. 영국에서는 말린 과일과 견과류(살구, 아몬드 플레이크 등), 밤 등을 첨가한다.

## 재료

### 떡
- 팥
- 콩
- 깨
- 밤
- 대추나무
- 향신료

### 만두
- 고기
- 두부
- 배추김치
- 숙주나물
- 양파
- 버섯

### 김치
- 무
- 대파
- 쪽파
- 미나리
- 양파
- 마늘
- 굴
- 배

## 프랑스
파르스(Farce)는 주로 프랑스 요리에서 굽는 요리에 다양한 재료로 속을 채우는 것을 말한다. 재료는 소시지, 다진 고기, 양파, 마늘, 빵 부스러기, 노른자 등이며, 고기나 생선의 뱃속 혹은 야채 안에도 넣어 굽는다.

## 같이 보기
- 소를 넣은 음식 목록